# Emertonius
Emertonius Peckham & Peckham, 1892 è un genere di ragni appartenente alla famiglia Salticidae.

## Distribuzione
Le 5 specie sono state reperite in Asia sudorientale: Malaysia, Indonesia e Filippine.

## Tassonomia
Per la descrizione delle caratteristiche di questo genere sono stati esaminati gli esemplari tipo di E. exasperans Peckham & Peckham, 1892.
Questo genere è ritenuto sinonimo posteriore di Myrmarachne MacLeay, 1839 a seguito di un lavoro di Wanless (1978b) (per un punto di vista alternativo al riguardo, consultare il lavoro degli aracnologi Prószyński, J. & Deeleman-Reinhold, C.L., del 2010 e quello di Edwards del 2013).
Non sono stati esaminati esemplari di questo genere dal 2019.
Attualmente, a gennaio 2022, si compone di 5 specie:
- Emertonius exasperans Peckham & Peckham, 1892[2] — Indonesia (Giava, Bali)
- Emertonius koomeni Prószynski, 2018 — Malaysia (Borneo)
- Emertonius malayanus (Edmunds & Prószynski, 2003) — Malaysia (parte peninsulare, Borneo); Indonesia (Sumatra, Borneo)
- Emertonius palawensis Prószynski, 2018 — Filippine
- Emertonius shelfordi (Peckham & Peckham, 1907) — Malaysia (Borneo)